# Renié
Renié (31 de julho de 1901 — 12 de junho de 1992) é uma figurinista estadunidense. Venceu o Oscar de melhor figurino na edição de 1964 por Cleopatra, ao lado de Vittorio Nino Novarese e Irene Sharaff.